# カジカ (魚)

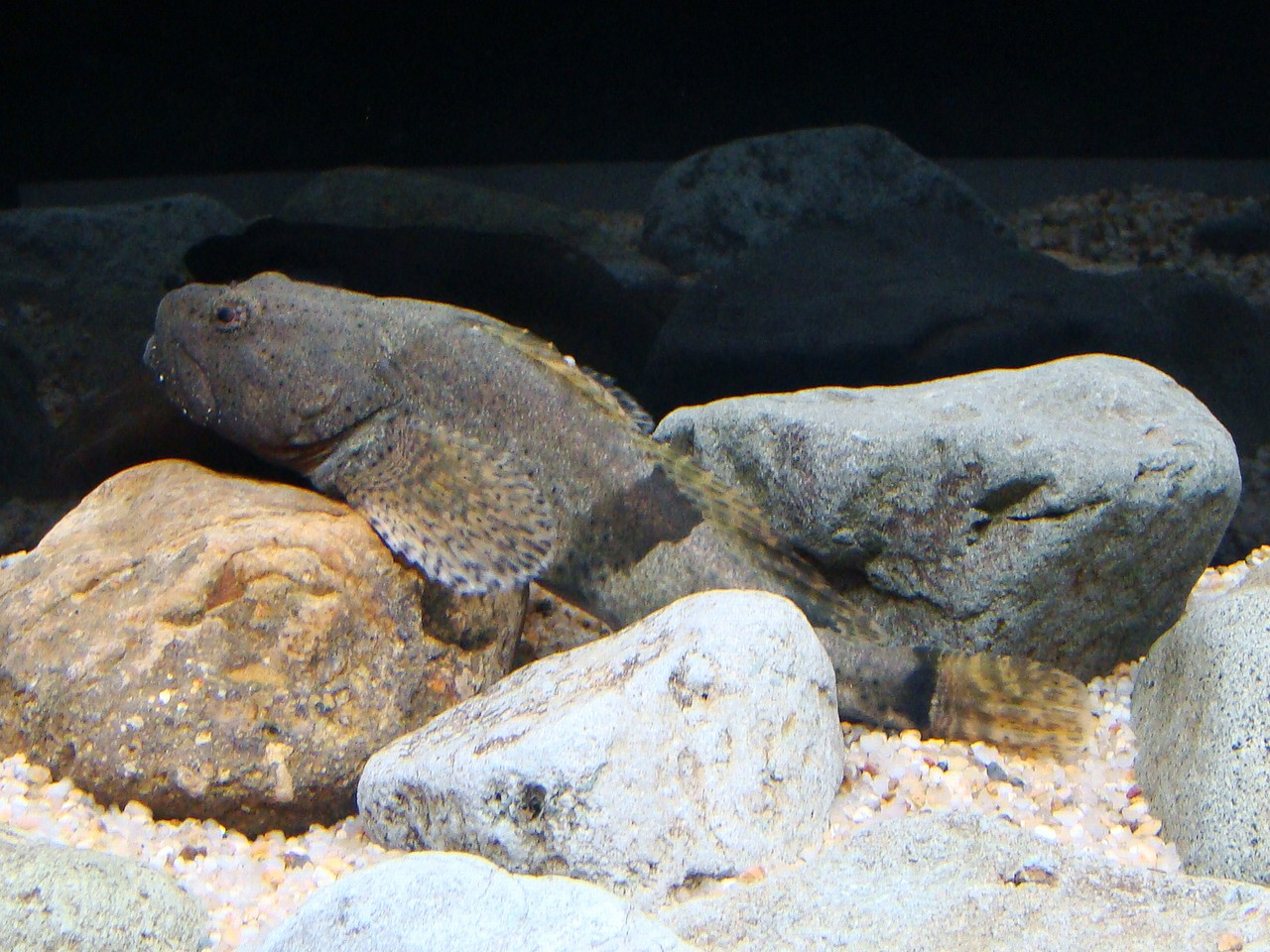
25cmほどに成長するカジカ科のカマキリ（標準和名：アユカケ）

カジカ（鰍、杜父魚、鮖、学名: Cottus pollux）は、スズキ目カジカ科に属する魚。日本の固有種で、北海道南部から九州北西部の日本各地に分布する。地方によっては、ハゼ科の魚とともにゴリ、ドンコと呼ばれることもある。アイヌ語ではナヌウェンと呼ばれ、「醜い顔」を意味する。体色は淡褐色から暗褐色まで、地域変異に富んでいる。

## 分類
カジカ種群(Cottus pollux complex)には、生活史や形態的・遺伝的特徴が異なる集団が存在し、主な集団としては、大卵型（河川陸封型）、中卵型（両側回遊型）、小卵型（両側回遊型・湖沼陸封型）が知られている。また、琵琶湖固有の集団をウツセミカジカ (Cottus reinii) と分けることもあった。
近年の研究により、大卵型はカジカ(Cottus pollux)に、小卵型や中卵型も含めてウツセミカジカ(C. reinii) と分類する考えが提示されている。ただし、分類については定説がまだなく、大卵型(C. pollux)、中卵型(C. sp.)、小卵型(C. reinii)をそれぞれ別種に分ける説などもある。

### カジカ大卵型
学名：Cottus pollux Günther,1873
本州のほぼ全域、四国、九州北西部に生息し、一生を淡水で過ごす。受精卵直径は、2.6–3.7mm、産卵期は2月–6月頃、水深15cm–70cmの直径10cm–30cm程度の石に生み付ける。

### カジカ中卵型
学名：Cottus sp. 定まった学名がない。
北海道や本州の日本海側に注ぐ河川に生息し、両側回遊性の生活史を持つ。受精卵直径は2.2–3.2mm、産卵期は3月–4月頃。比較的流れの緩やかな砂礫質の川底を好む。広い分布域を持つが、ダムや堰の建設により降海と遡上が阻害され全国的に減少している。

### カジカ小卵型（ウツセミカジカ）
学名：Cottus reinii Hilgendorf,1879
本州や四国の太平洋側の流入河川、琵琶湖に分布する。ほとんどの個体群は、両側回遊性の生活史を持つが、琵琶湖周辺の個体群は湖沼陸封性である。受精卵直径は1.8–3.1mm、産卵期は3月–5月。ウツセミカジカと呼ばれる琵琶湖の個体群は、琵琶湖を浮遊生活の場所として利用している。

## 生態
大卵型は、山地の渓流などの上流域を中心に、中卵型や小卵型は中流域から下流域にかけて生息する。石礫中心の川底を好み、水生昆虫やアユなどの魚、底生生物などを食べる。全長13〜17cmの小型魚。
大卵型は、きれいな水を好みイワナやヤマメ、アマゴ等の魚と生息域が重なる。性的成熟は1年魚以上で、オスは体長7cm、メスは体長6cmを越えると産卵を行う。卵には付着性があり卵塊となって石に付き、オスが孵化まで保護をする。産卵床の形成場所は、比較的流れの緩い「平瀬」や「とろ場」が多く、浮き石や沈み石は用いない。また、泥砂質の河床も利用しない。開口部が1箇所の洞窟状になった動きにくい石の河床との隙間が多く利用される。水通しの悪い卵塊では、ミズカビに犯され孵化しない。山地渓流の個体はダムや砂防堰堤などの構造物の設置によって移動が妨げられ、個体群の分断化がより進行している。また、平地域の個体は、埋め立て、コンクリート護岸化、道路建設などによって生息適地が縮小し、湧水量の減少にともない生息数が減少している。
カジカは釣りの対象魚でもあり、またルアー釣りでも釣ることができ、ソフトルアーがよいとされる。

## 利用
見た目は悪いが、とても美味な魚とされる。日本各地で食用にされ、汁物、味噌汁・鍋料理や佃煮、甘露煮などにして食される。代表的なものに石川県金沢市の郷土料理「ゴリ料理」。
汁物や鍋料理で利用され「なべこわし」と称されるカジカ科魚類は、海産のトゲカジカやケムシカジカであり、本種ではない。

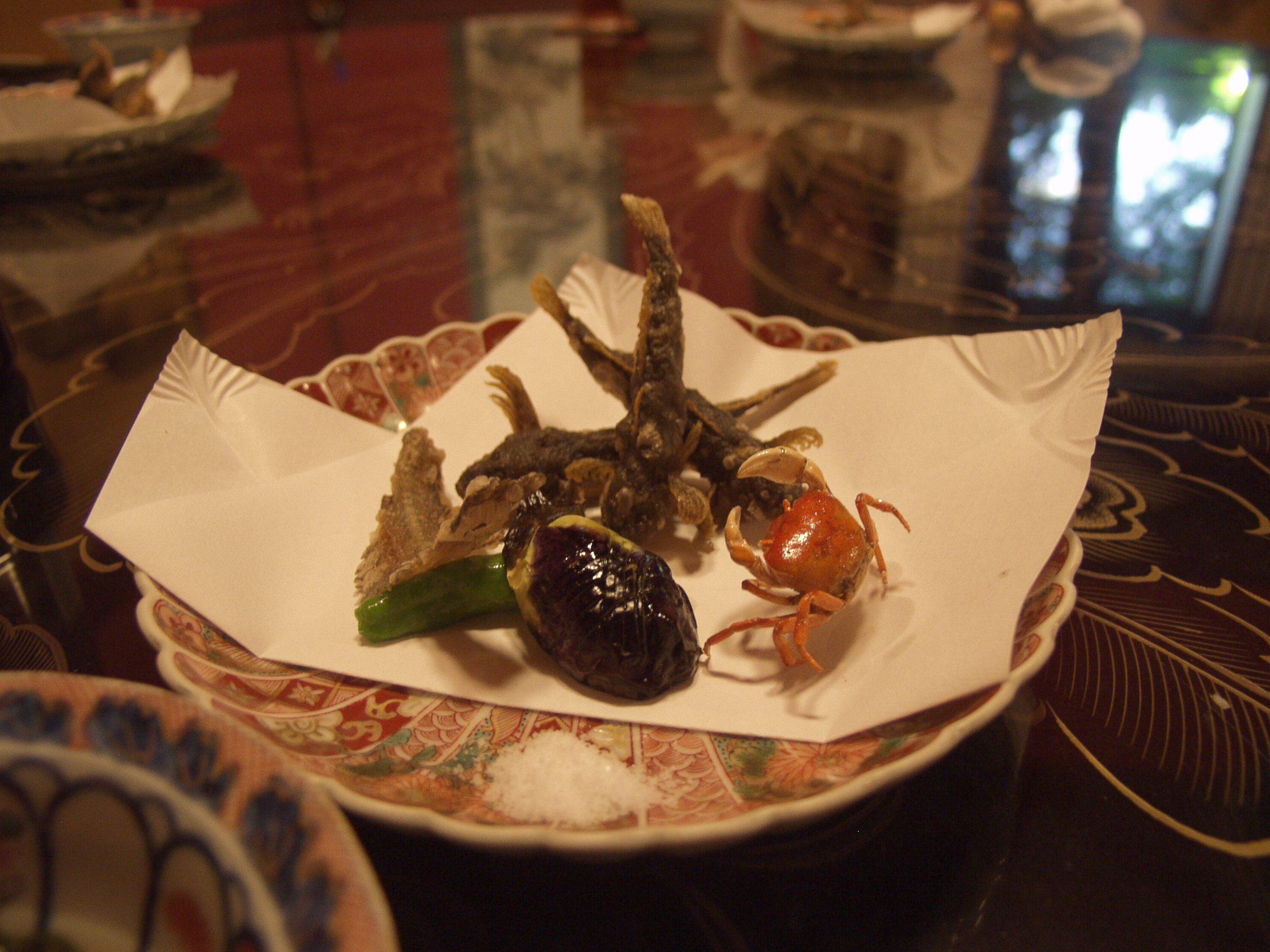
ゴリ（カジカ類）の唐揚げ

## 名称
日本語で「鰍」は「カジカ」を意味するが、中国語で「鰍」の表記はドジョウを意味し、「カジカ」は「杜父魚」と書かれる。なお、カジカは石伏（いしぶし）、石斑魚（いしぶし）、霰魚（あられうお）、川鰍（かわかじか）、ぐず、川虎魚（かわおこぜ）などの別名を持つ。

## 保護
漁業調整規則や遊漁規則等により、採捕禁止期間や放散した卵の採捕禁止が設定されている。また、保護のため稚魚を育成した放流が行われているが、放流による定着に失敗した例も報告されている。長野県での放流試験で9ヶ月後の生存率は、約30%であった。

## 保全状態評価
絶滅危惧IB類 (EN)（環境省レッドリスト）
河川改修などにより生息環境が圧迫を受け、各地で個体数が減少している。2020年版の環境省レッドリストでは、カジカ中卵型 Cottus sp. とカジカ小卵型  Cottus reinii が絶滅危惧IB類(EN)に指定されている。また、カジカ大卵型は、準絶滅危惧(NT)に分類されている。

## カジカ属の種

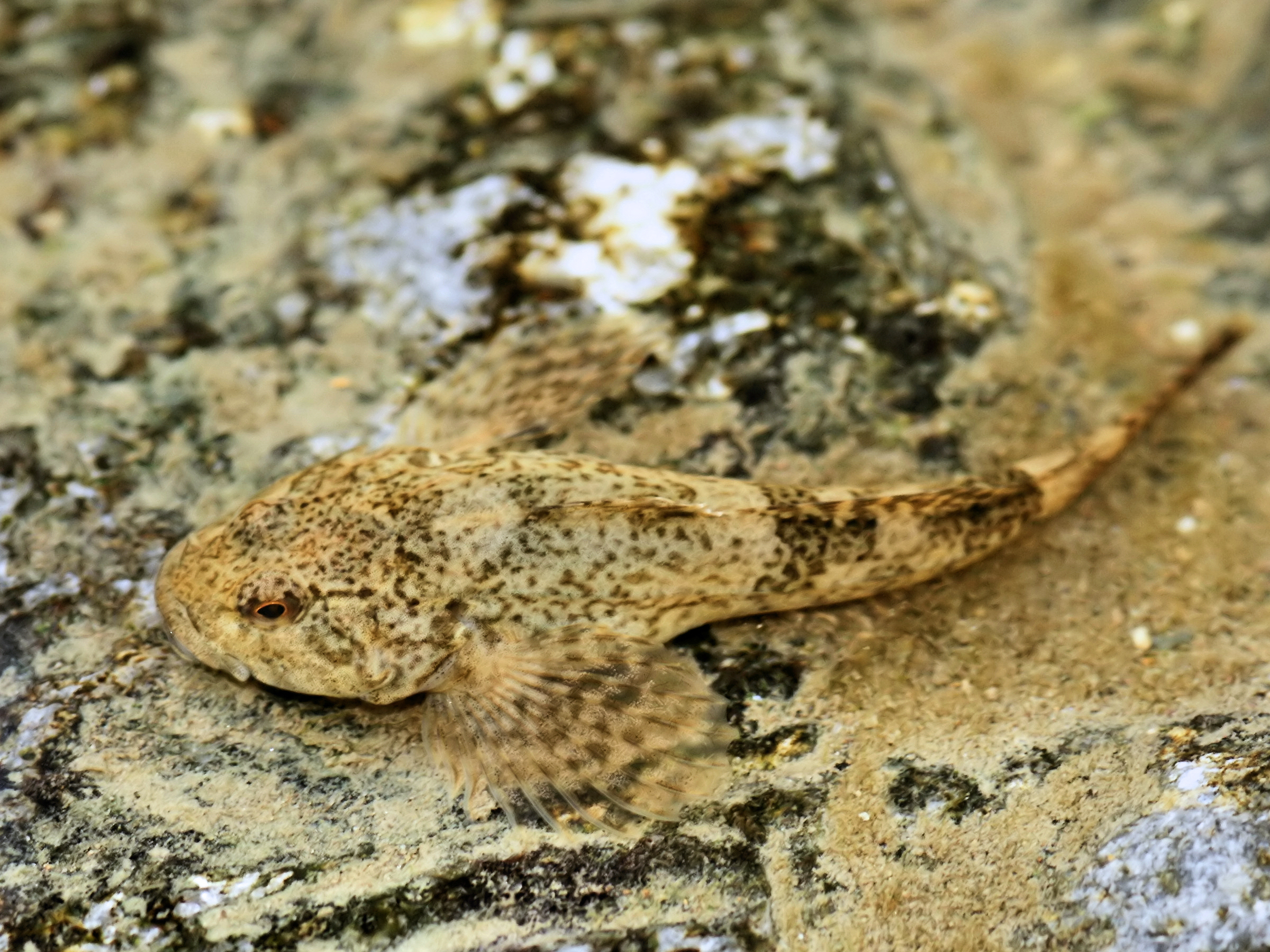
ヨーロッパカジカ Cottus gobio

エゾハナカジカ
学名：Cottus amblystomopsis Schmidt,1904 (Sakhalin sculpin)
北海道の津軽海峡側から標津地方までの太平洋とオホーツク海側の河川に局所的に分布。他、サハリンやアムール川水系に分布。

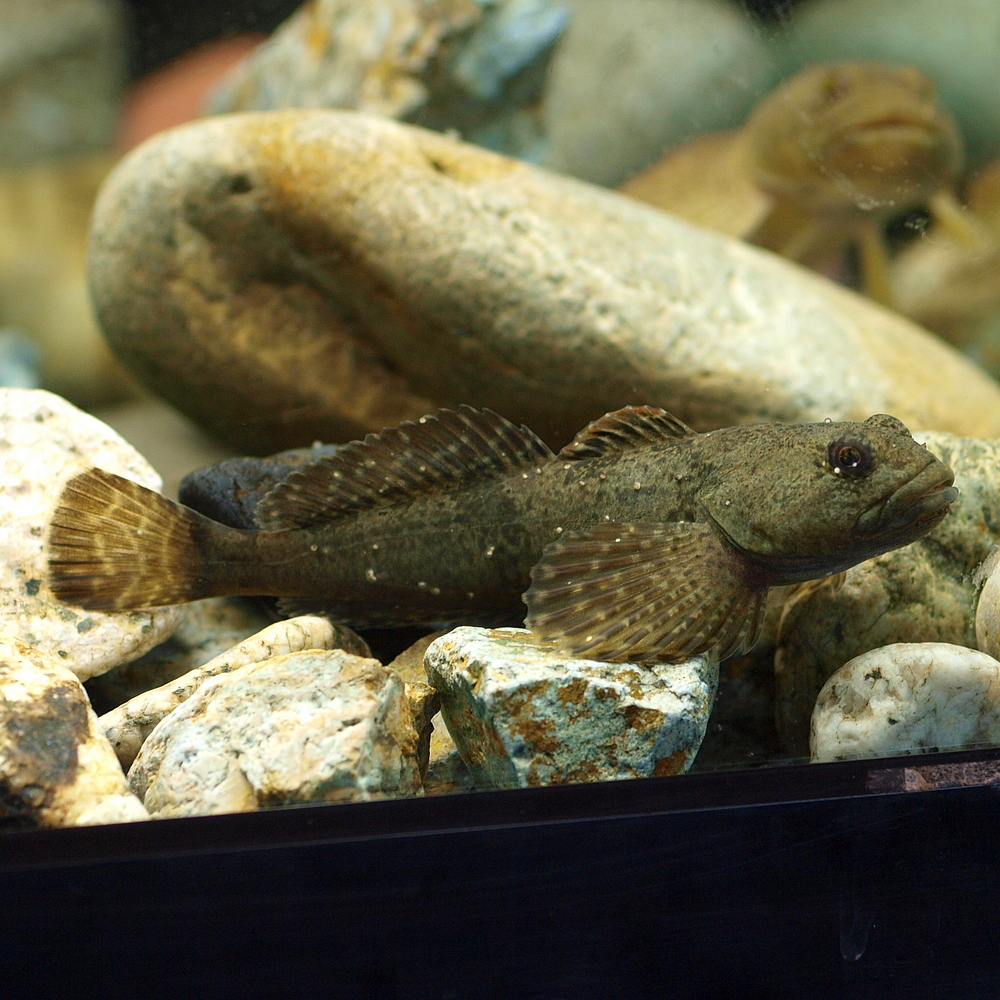
ハナカジカ 
学名：Cottus nozawae Synder, 1911
北海道、青森県、秋田県、山形県、岩手県、新潟県。渓流釣りにおいてニジマスやヤマメの外道としてよく釣れる。エゾハナカジカとは棲み分けをし、より上流に生息。夏季の最高水温が20℃以下の流域にのみ生息し河川内で一生を送る生活史を持つ。3–4月初めに繁殖し、孵化までオスによって保護される。現在生息しているいずれの河川でも生息数は少なく、同一河川内の遺伝的変異は小さいが、河川間の交流がないことから、河川間の遺伝的分化は進んでいる。山形県や岩手県では、各々の県でレッドデータブックで希少種に指定され保護された河川がある一方で、指定外の地域では保護されていない。食用にもなり、フライや天ぷらにして食べられる。
カンキョウカジカ
学名：Cottus hangiongensis Mori,1930
北海道、富山県以北の日本海流入河川、岩手県以北の太平洋流入河川に生息し、国外では朝鮮半島東部と沿海州に分布する。両側回遊性の生活史を持ち、河川の下流から中流域に生息する。
ヨーロッパカジカ
学名：Cottus gobio リンネ,1758 (European bullhead)

## 近縁種
カマキリ
学名：Rheopresbe kajika Jordan and Starks, 1904 英名：Fourspine sculpin
アユカケとも呼ばれる。降河回遊性の生活史を持ち、太平洋側は茨城県から高知県、日本海側は青森県深浦町（旧岩崎村）津梅川から島根県浜田沿岸に流入する河川、佐賀県、宮崎県に生息する。
ヤマノカミ
学名：Trachidermus fasciatus Heckel, 1837 英名：Roughskin sculpin
日本では有明海湾奥部流入河川や諫早湾に生息し、降河回遊性の生活史を持つ。産卵期は1月–3月頃で、受精卵直径は 1.9–2.2mm。